# セントヘレナ (貨客船)
セントヘレナ（英語: RMS St Helena）号は、南大西洋にあるイギリス海外領土のセントヘレナおよびアセンション島へ運航されていた貨客船。ロイヤルメールシップ（Royal Mail Ship 王立郵便船）の1隻であった。
長らくセントヘレナへの交通手段として活躍したが、セントヘレナ空港の開港に伴い、2018年2月に退役した。

## 背景
1977年まで、セントヘレナへの航路はユニオン＝キャッスル・ライン（Union-Castle Line）によって運航され、イギリス本土と南アフリカを結ぶ船がセントヘレナに寄港していた。しかし、旅客数の減少に伴ってユニオン＝キャッスル・ラインは1977年に同航路から撤退し、飛行場のないセントヘレナへの交通の便を確保するため、イギリス政府は貨物船ノースランド・プリンス号（Northland Prince）を購入し、セントヘレナへの航路を維持した。
ノースランド・プリンス号は1963年製で、総トン数3,150トン、旅客定員は76名の船であった。ノースランド・プリンス号は、セントヘレナ航路に就航後1980年代まで活躍し、1982年のフォークランド紛争の際にはイギリス海軍に徴用され、機雷戦艦艇となった。その後、ノースランド・プリンス号だけでは旅客需要を満たさないことから、1989年にセントヘレナ号が新たに建造された。

## 特徴
セントヘレナ号はアバディーンのホール・ルッセル・アンド・カンパニー（Hall, Russell & Company）で建造され、1989年10月31日に進水、1990年に就航した。セントヘレナ号はイギリス一級登録貨客船（British registered Class 1 passenger/cargo ship）に分類され、56名の航海士と乗組員が乗務している。
セントヘレナ号は、セントヘレナへの貨物需要を満たすため、石油などの液体物を含む貨物を輸送することが可能である。旅客についても、2012年の改装によって旅客定員が増加し、定員は128名である。セントヘレナ号にはレストランや売店、プール、ラウンジなどの設備があり、船医も乗務している。また、食事やアフタヌーンティーは無料で提供され、航海中にクリケット大会やビンゴ、カクテルパーティー、船橋見学ツアーなどの各種イベントが催される。

## 航海日程

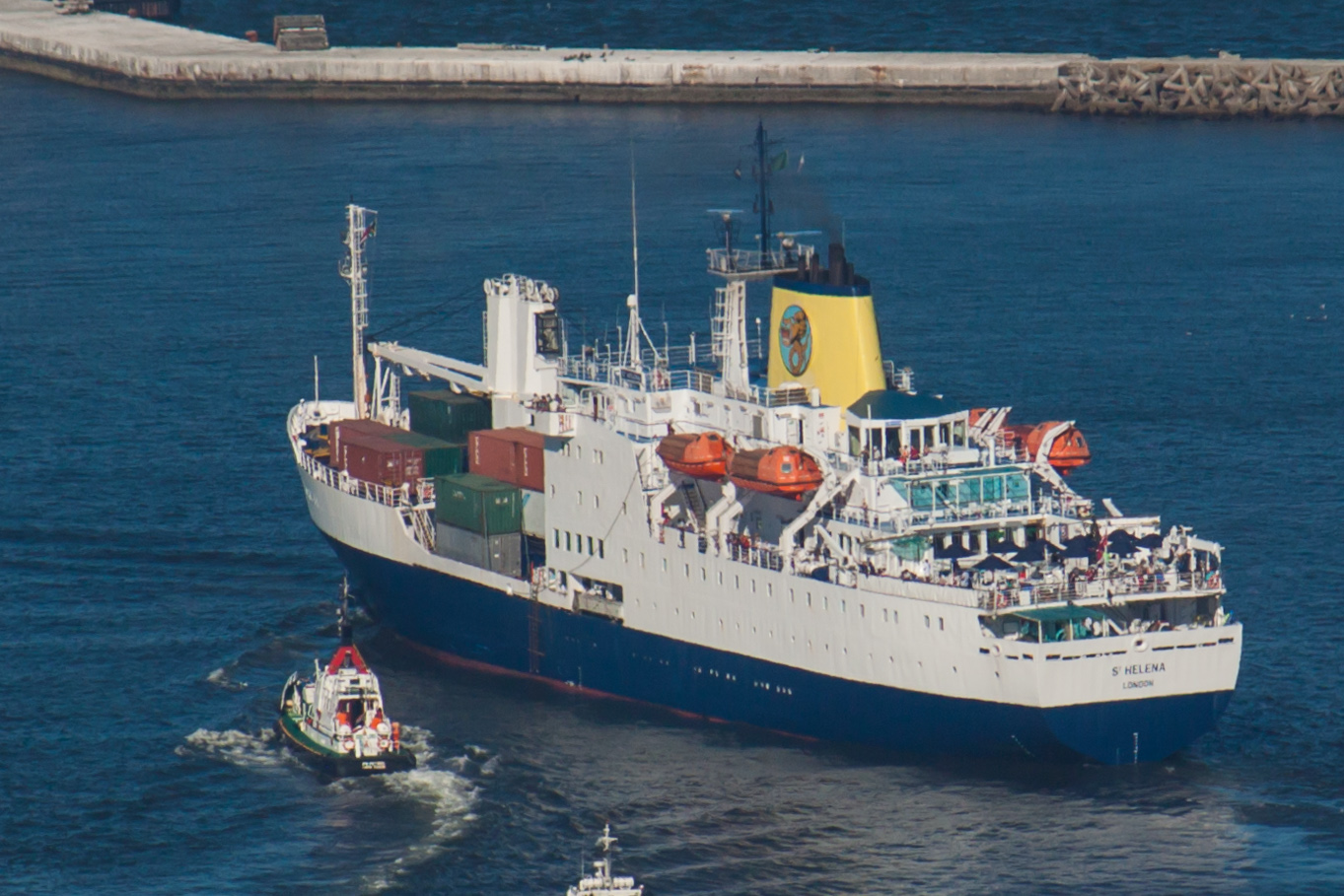
ケープタウン碇泊中のセントヘレナ号

セントヘレナ号は、南アフリカ共和国のケープタウンとセントヘレナおよびアセンション島を結ぶのが基本的な航海日程であるが、航海日程によっては、アフリカ側の起点がナミビアのウォルビスベイになることもある。また、セントヘレナ号は年に2回イギリス本土のドーセット州ポートランドまでの航海を行い、その際にはスペインのビーゴやテネリフェ島などに寄港することもある。
以下にセントヘレナ号の航海日程の一例を挙げる。
| 北行き        | 北行き        | 寄港地                            | 南行き        | 南行き        |
| 寄港年月日    | 出港年月日    | 寄港地                            | 寄港年月日    | 出港年月日    |
| ------------- | ------------- | --------------------------------- | ------------- | ------------- |
| —             | 2016年5月7日  | 南アフリカ共和国ケープタウン      | 2016年7月15日 | —             |
| 2016年5月12日 | 2016年5月14日 | セントヘレナ                      | 2016年7月7日  | 2016年7月10日 |
| 2016年5月17日 | 2016年5月17日 | アセンション島                    | 2016年7月3日  | 2016年7月5日  |
| 2016年5月20日 | 2016年5月22日 | セントヘレナ                      | 2016年6月28日 | 2016年7月1日  |
| 2016年5月24日 | 2016年5月24日 | アセンション島                    | 2016年6月26日 | 2016年6月26日 |
| 2016年5月31日 | 2016年5月31日 | スペイン カナリア諸島テネリフェ島 | 2016年6月19日 | 2016年6月19日 |
| 2016年6月5日  | —             | イギリス本土ポートランド          | —             | 2016年6月14日 |

## 事故
1999年11月、セントヘレナ号に故障がみつかり、フランスのブレストで長期に亘る修理が行われることになった。 その間、多くの人たちがセントヘレナを出ることができなくなった上、物資が欠乏した。この出来事をきっかけにセントヘレナでは空港建設の機運が高まることとなった。
また2000年8月25日、カーディフからテネリフェ島への航海中、シリー諸島沖で機関室から出火するという事故があった。火は30分あまりで消し止められたため、けが人はなく、船への損傷も軽微であった。

## 引退
2005年、イギリス政府は2010年までにセントヘレナに空港を建設し、その際にセントヘレナ号を引退させる計画があることを発表した。その後計画は一時中断されたものの、2011年10月に2.4億ポンドの予算が承認され、翌2012年から作業が開始された。セントヘレナ空港は、当初の計画では2016年初頭に開港予定であったが、空港上空のウインドシアを理由に2016年下半期に延期されていた。
空港建設の進捗に伴い、2016年4月26日にセントヘレナ号の最終航海（final voyage）の日程が発表された。セントヘレナ号の最終航海は2016年6月14日にイギリス本土を出港し、テネリフェ島、アセンション島、セントヘレナに寄港した後、7月15日に一旦ケープタウンに至り、その後9月27日までケープタウンとセントヘレナ、アセンション島を行き来するというスケジュールである。また、最終航海に際してロイヤルメールは、カーディフとセントヘレナの子供たちの手紙の交換を行った。
しかし、セントヘレナ空港の開港が再延期されたため、暫定的にセントヘレナ号の運航が継続されることとなった。その後、2017年10月14日にセントヘレナ空港が開港したことに伴い、セントヘレナ号は2018年2月10日にセントヘレナ島からケープタウンへの航海をもって退役した。
退役後は2021年より開幕予定の電気自動車レース「エクストリームE」のパドックとして活用される。

## 脚註
1. 1 2 3  Saint Helena Island Info All about St. Helena, in the South Atlantic Ocean • RMS St. Helena（英語）
2. ↑  Cargo - RMS St Helena（英語）
3. 1 2  Life on Board - RMS St Helena（英語）
4. ↑   RMS St Helena sets sail for final time | News（英語）. Wanderlust. (2011-10-14) 2016年6月20日閲覧。.
5. 1 2  “Final Voyages - RMS St Helena（英語）”. RMS St Helena. 2015年8月24日時点のオリジナルよりアーカイブ。2016年6月20日閲覧。
6. ↑  “BBC News  Africa  Give us an airport, say islanders（英語）”. BBCニュース. (1999年11月10日) 2016年6月20日閲覧。
7. ↑  “Fire in engine room of passenger vessel RMS St Helena Marine Accident Investigation Branch report - GOV.UK（英語）”.  イギリス政府 (2000年8月25日). 2016年6月20日閲覧。
8. ↑  “南洋の孤島、悲願の空路＝ナポレオンが晩年過ごす”. 時事通信社. (2016年5月4日) 2016年6月20日閲覧。
9. ↑  “RMS St Helena to make last voyage - Travel News | IOL Travel（英語）”.   Iol.co.za (2015年5月9日). 2015年9月11日閲覧。
10. ↑  “RMS St Helena says farewell to UK for last time（英語）”. ITV News (2016年6月14日). 2016年6月20日閲覧。
11. ↑  “Royal Mail marks farewell voyage of RMS St Helena（英語）”. 500years.royalmailgroup.com (2016年6月13日). 2016年6月20日閲覧。
12. ↑  “Schedules & Fares - RMS St Helena（英語）”. RMS St Helena. 2016年10月23日閲覧。
13. ↑  “フォーミュラEのSUV版「Extreme E」が2021年1月に開幕…熾烈な環境下でEV四駆が競い合う”. Formula One Date. 2019年2月3日閲覧。